# Institut für Estnische Sprache

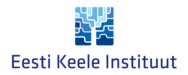
Logo des Instituts

Das Institut für Estnische Sprache (estn. Eesti Keele Instituut, Abk. EKI) ist ein dem Estnischen Ministerium für Bildung und Wissenschaft unterstelltes Forschungsinstitut mit Sitz in Tallinn.

## Gründung und Geschichte
Vorläufer des Instituts war das 1947 von der Akademie der Wissenschaften der ESSR in Tartu gegründete Institut für Sprache und Literatur (estn. Keele ja Kirjanduse Instituut, Abk. KKI), das 1952 nach Tallinn umzog. Dieses reine Forschungsinstitut umfasste drei Wissenschaftsbereiche: Im linguistischen Sektor befasste man sich mit der Erstellung von Wörterbüchern und der Erforschung des Estnischen und der finnougrischen Sprachen. Im literaturwissenschaftlichen Sektor wurde die estnische Literatur erforscht, und der dritte Bereich widmete sich der Folklore.
Nach der 1991 erfolgten Wiederherstellung der Unabhängigkeit Estlands wurden 1993 zwei Nachfolgeinstitute gegründet. Für die Erforschung der estnischen Literatur und Kulturgeschichte war fortan das Under und Tuglas Literaturzentrum verantwortlich, der sprachwissenschaftliche Bereich wurde im Institut für Estnische Sprache untergebracht.

## Ziele und Aufgabenbereiche
Nach wie vor ist die Erstellung von Wörterbüchern und Hilfsmitteln zum Erlernen des Estnischen einer der Schwerpunkte des Forschungsinstituts. Darüber hinaus werden auch die Dialekte des Estnischen sowie andere finnougrische Sprachen, hauptsächlich die ostseefinnischen Sprachen, erforscht. Im Einzelnen verfügt das Institut über die folgenden sechs Forschungsabteilungen:
1. Estnische Sprachgeschichte, Dialekte und finnougrische Sprachen
2. Sprachnormierung
3. Sprachressourcen und Sprachtechnologie
4. Gesprochene Sprache und Sprechtechnologie
5. Wörterbücher
6. Terminologie

## Service

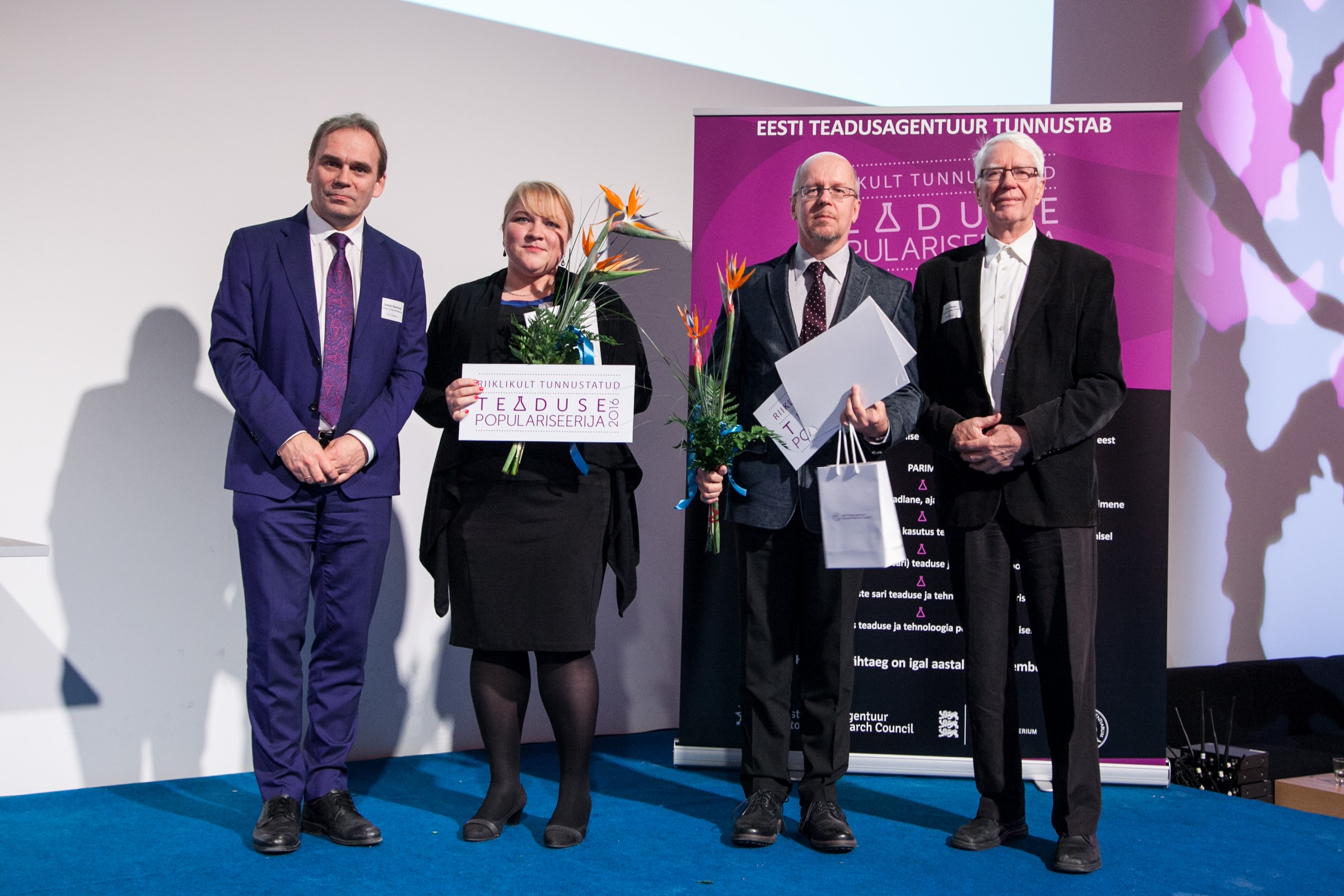
2016 empfing das EKI den Preis für die Popularisierung der Wissenschaft, zweiter von rechts der damalige Direktor, Tõnu Tender

Das Institut unterhält eine Telefon-Hotline, an die man sich mit Sprachfragen wenden kann. Ebenso stehen auf der Website des Instituts zahlreiche Wörterbücher kostenlos zur Verfügung.

## Direktoren
- 1993–2000: Asta Õim
- 2000–2015: Urmas Sutrop
- 2015–2020: Tõnu Tender
- seit 2020: Arvi Tavast

## Sekundärliteratur
- Eeva Ahven: Pilk paberpeeglisse. Keele ja Kirjanduse Instituudi kroonika 1947–1993. Tallinn: Eesti Keele Sihtasutus 2007.
- Tõnu Tender, Jüri Viikberg: Eesti keele institut, in: Oma Keel 2/2016, S. 112–119.